# イエス福音教団
イエス福音教団（イエスふくいんきょうだん）は、穐近祈が代表を務める日本の宗教法人である。
日本のキリスト教プロテスタント、福音主義の団体。日本福音同盟に加盟している。

## 歴史
- 1947年 アメリカのデンバーで極東福音十字軍が結成され、最初の宣教師として穐近祐（あきちか・ゆたか）宣教師夫妻が来日、GHQの許可を得て活動を開始した。
- 1948年 在日宣教師達はL.スイートを議長として超教派の伝道団体として積極的な伝道活動を行う。
- 1950年 穐近祐宣教師が独立して、イエス福音教団を設立する。穐近祐宣教師が自己を同教団終身議長に任命する。静岡、愛知を中心に伝道を行う。
- 1993年 全日本リバイバルミッションの中心的な働きをしている新城教会牧師、滝元明牧師、滝元順牧師、田中政男牧師、榊山清志牧師らがイエス福音教団を離脱する。
- 2000年 創設者・指導者の穐近祐宣教師が死去する。同宣教師の息子穐近祈（あきちか・いのる）牧師が自己を同教団の終身議長に任命する。すなわち、イエス福音教団は議長親族世襲団体である。
- 2006年 榊山清志牧師（現：ハレルヤコミュニティーチャーチ浜松教会主任牧師）が名誉毀損を理由にして現代表の穐近祈牧師牧師を民事訴訟で訴えるも、訴えは棄却される。
- 2008年 穐近祈牧師が榊山清志牧師事件の発生を防止できなかった責任についてクリスチャン新聞に謝罪コメントを掲載する。
- 2011年 同教団諸教会が離脱した結果、同教団所属教会はイエス福音教団東京教会やイエス福音教団綾瀬教会などの9教会になった｡